# Parafia św. Michała Archanioła w Skarszewach
Parafia św. Michała Archanioła w Skarszewach - parafia rzymskokatolicka znajdująca się w Skarszewach w województwie pomorskim.
Na obszarze parafii leżą miejscowości: Bolesławowo, Bożepole Królewskie, Demlin, Kamierowo, Kamierowskie Piece, Przerębska Huta, Wolny Dwór. Historycznie parafia obejmowała również Szczodrowo oraz Obozin, które w późniejszym okresie otrzymały własne parafie. Tereny te znajdują się w gminie Skarszewy, w powiecie starogardzkim, w województwie pomorskim.

## Galeria

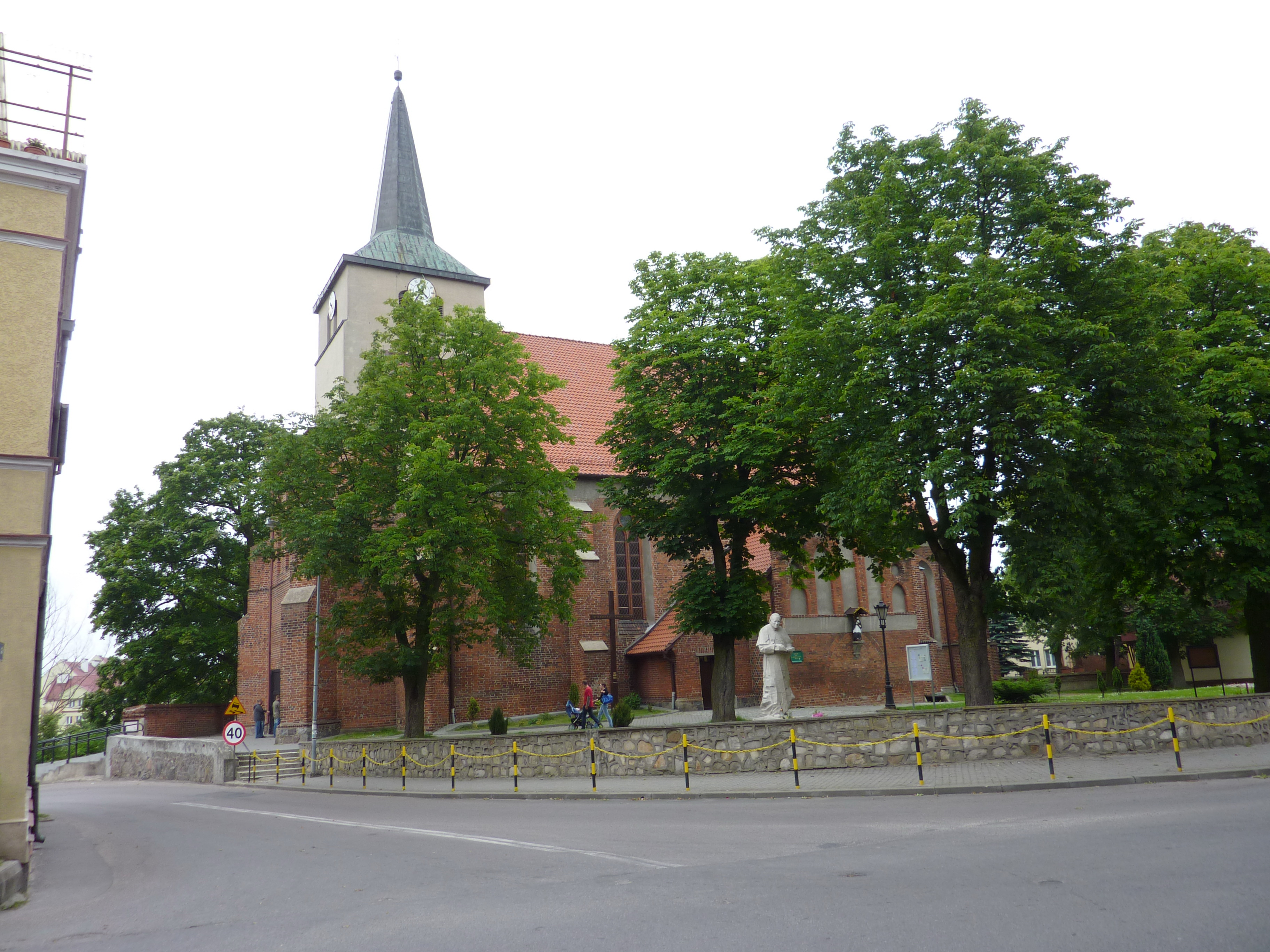
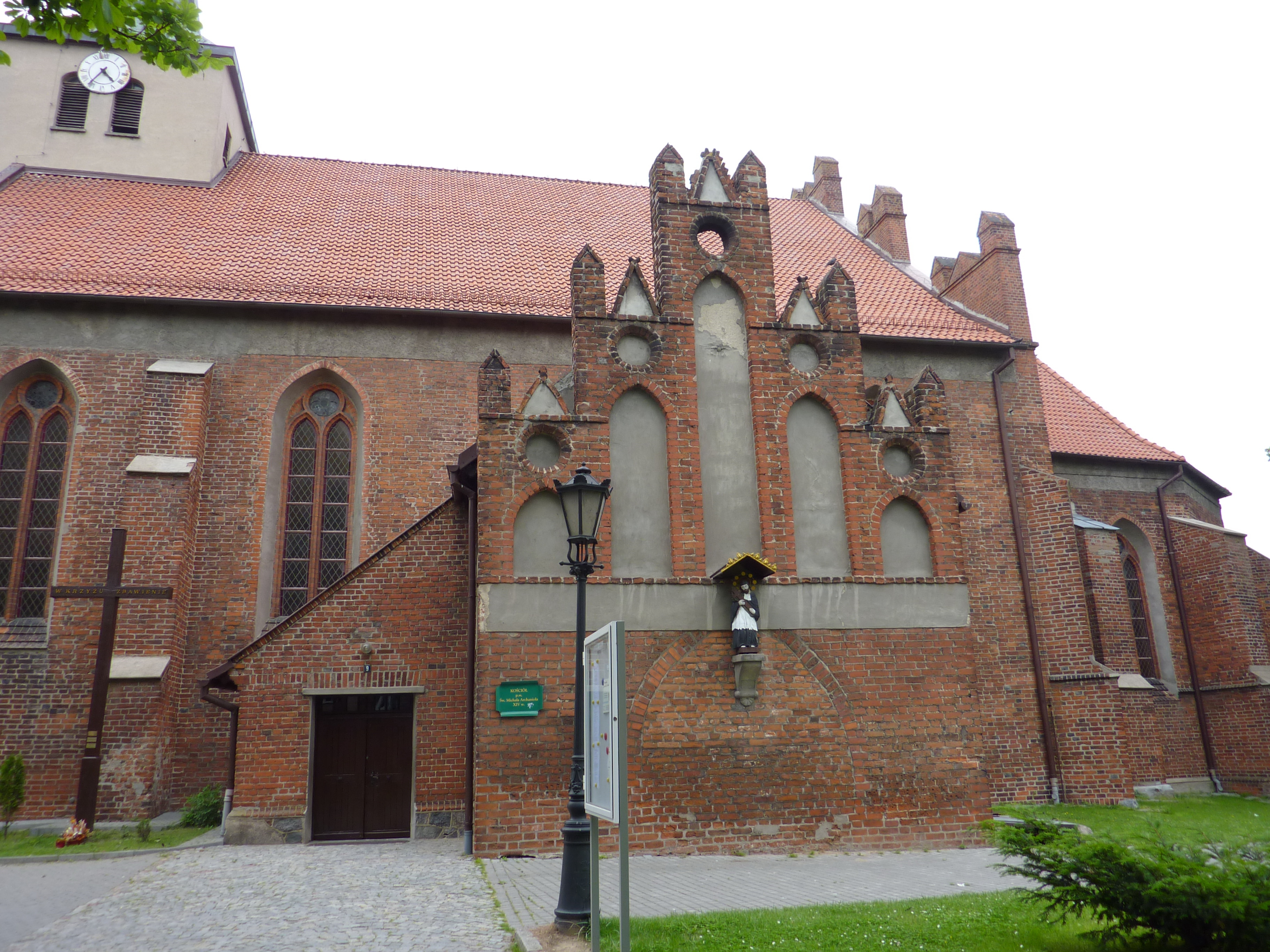
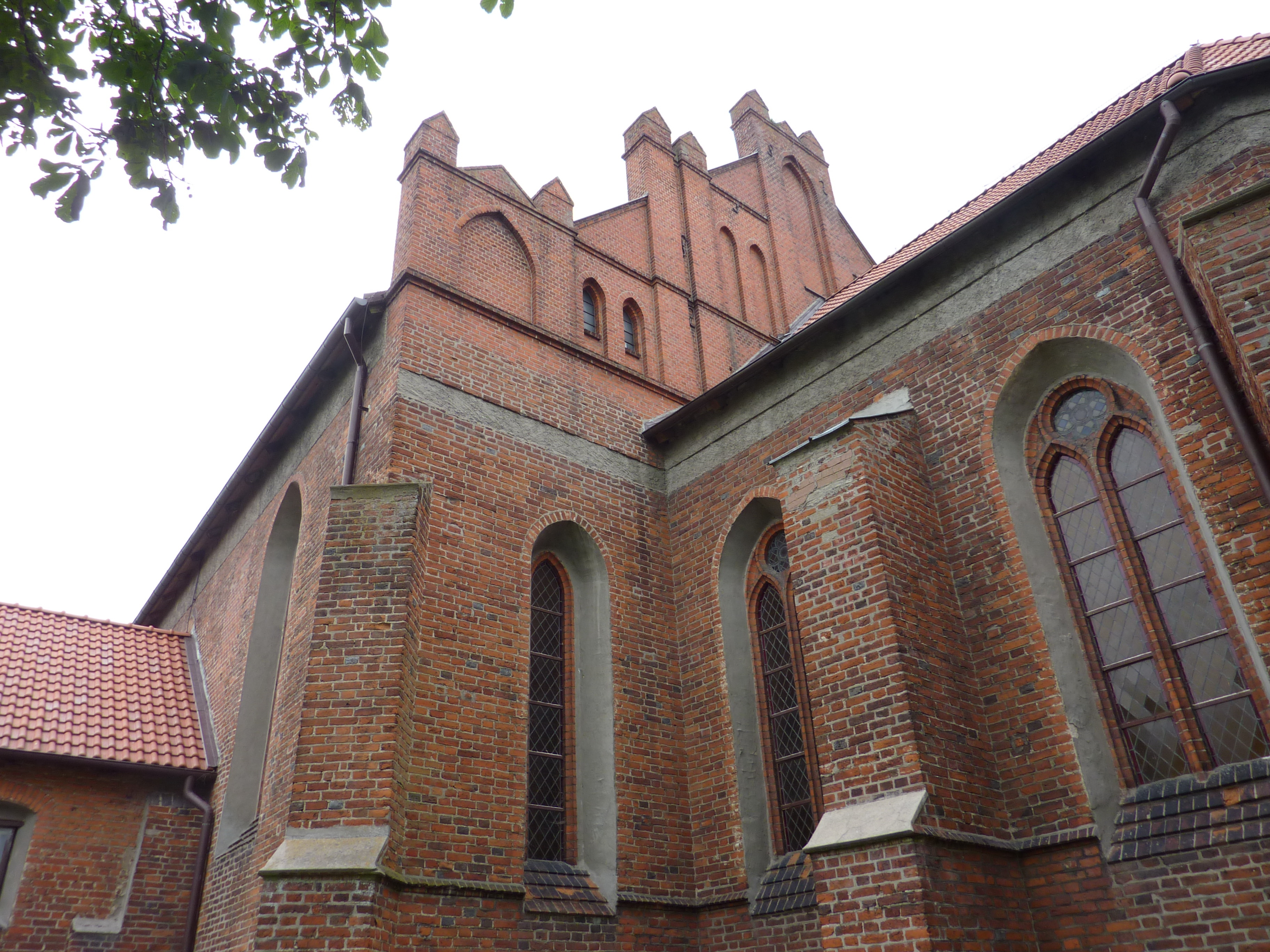
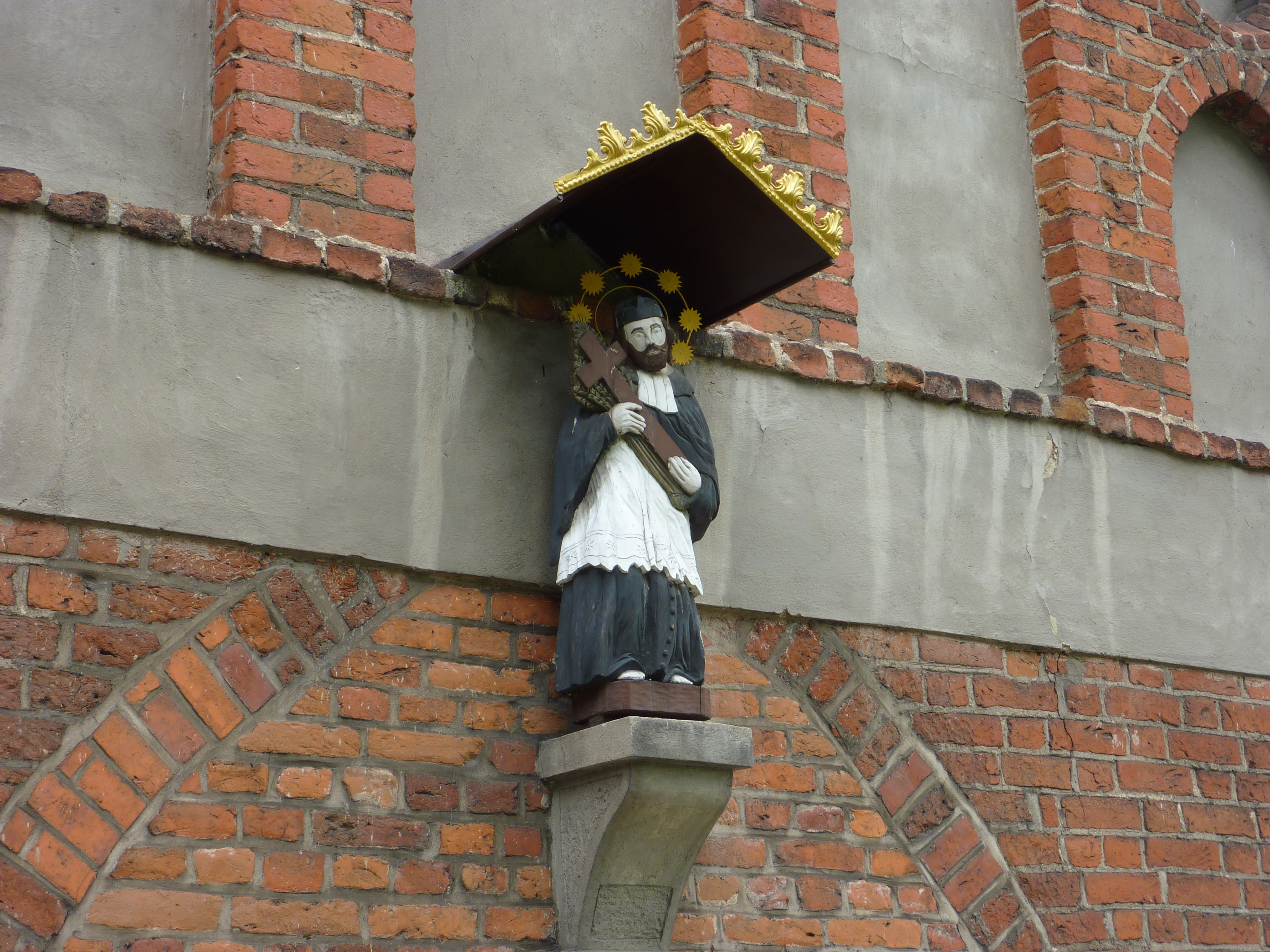
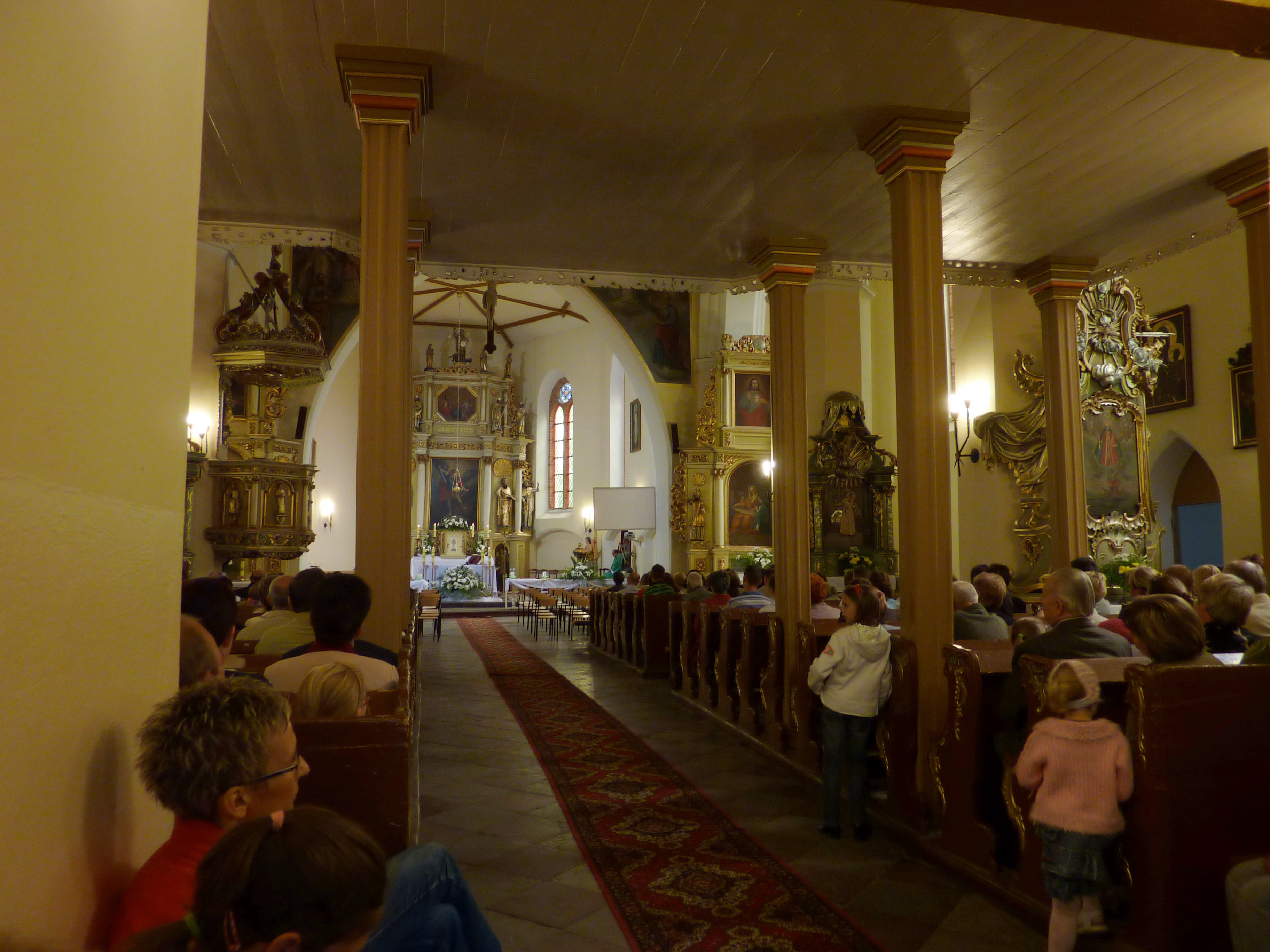
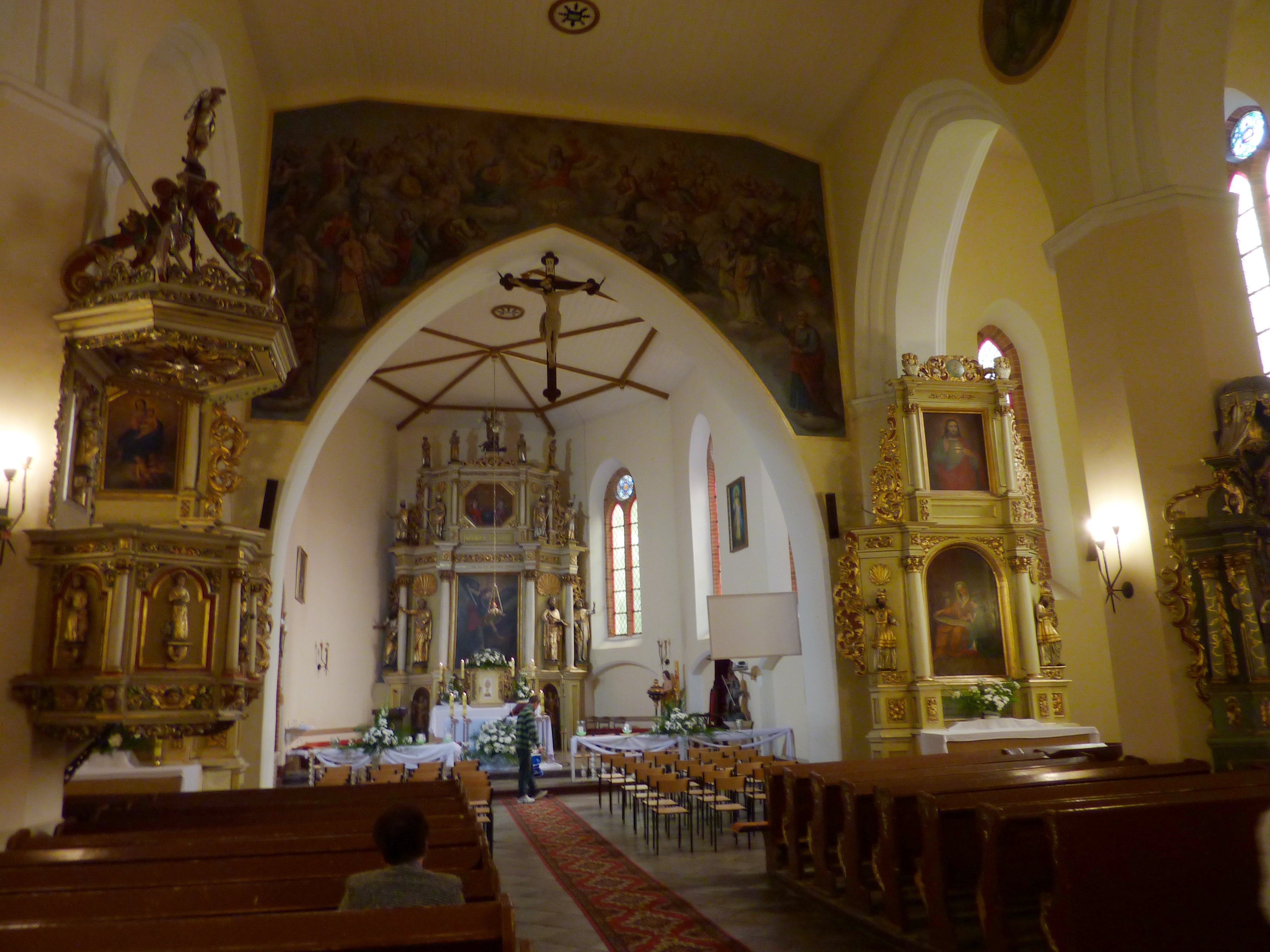
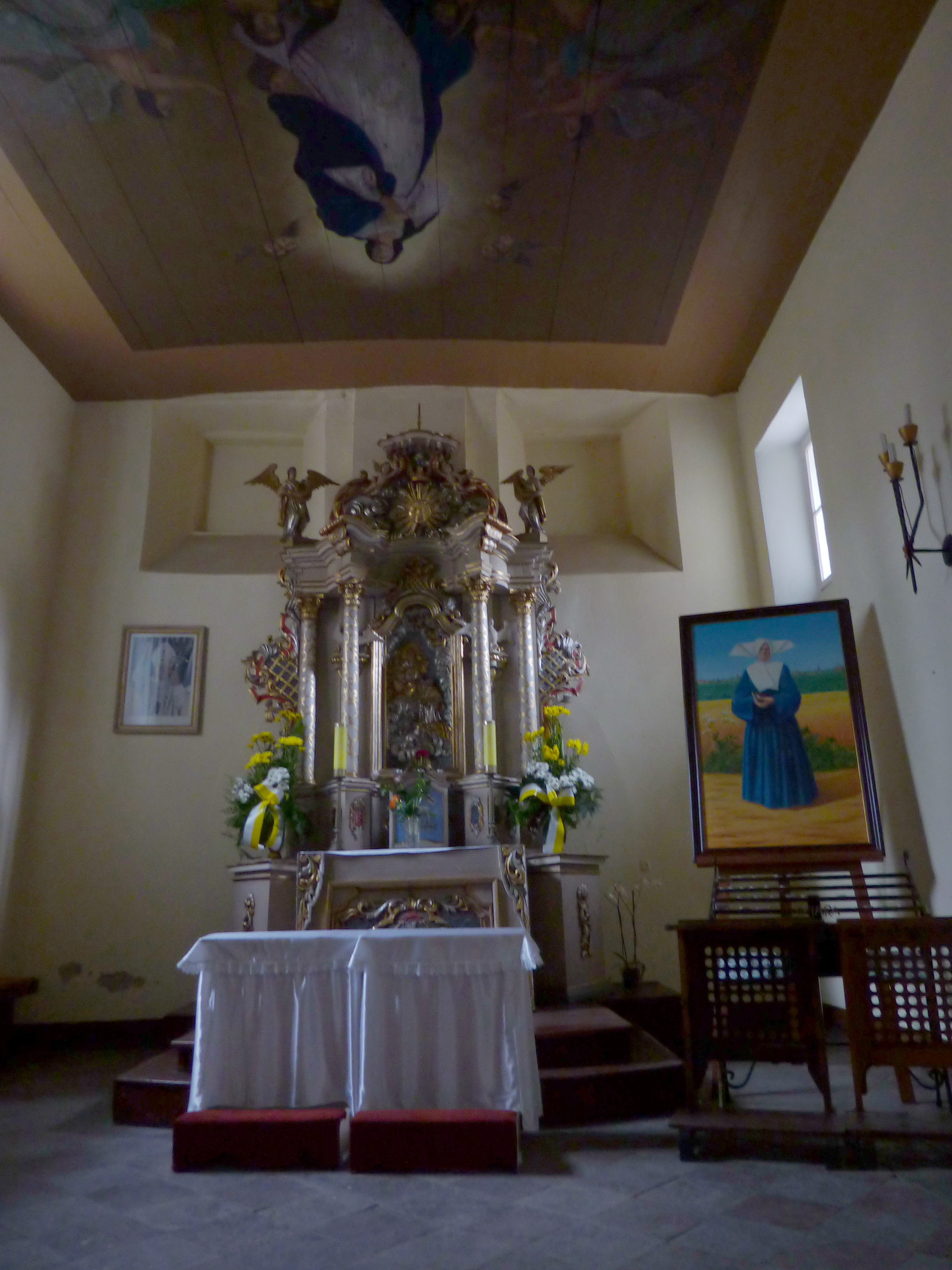
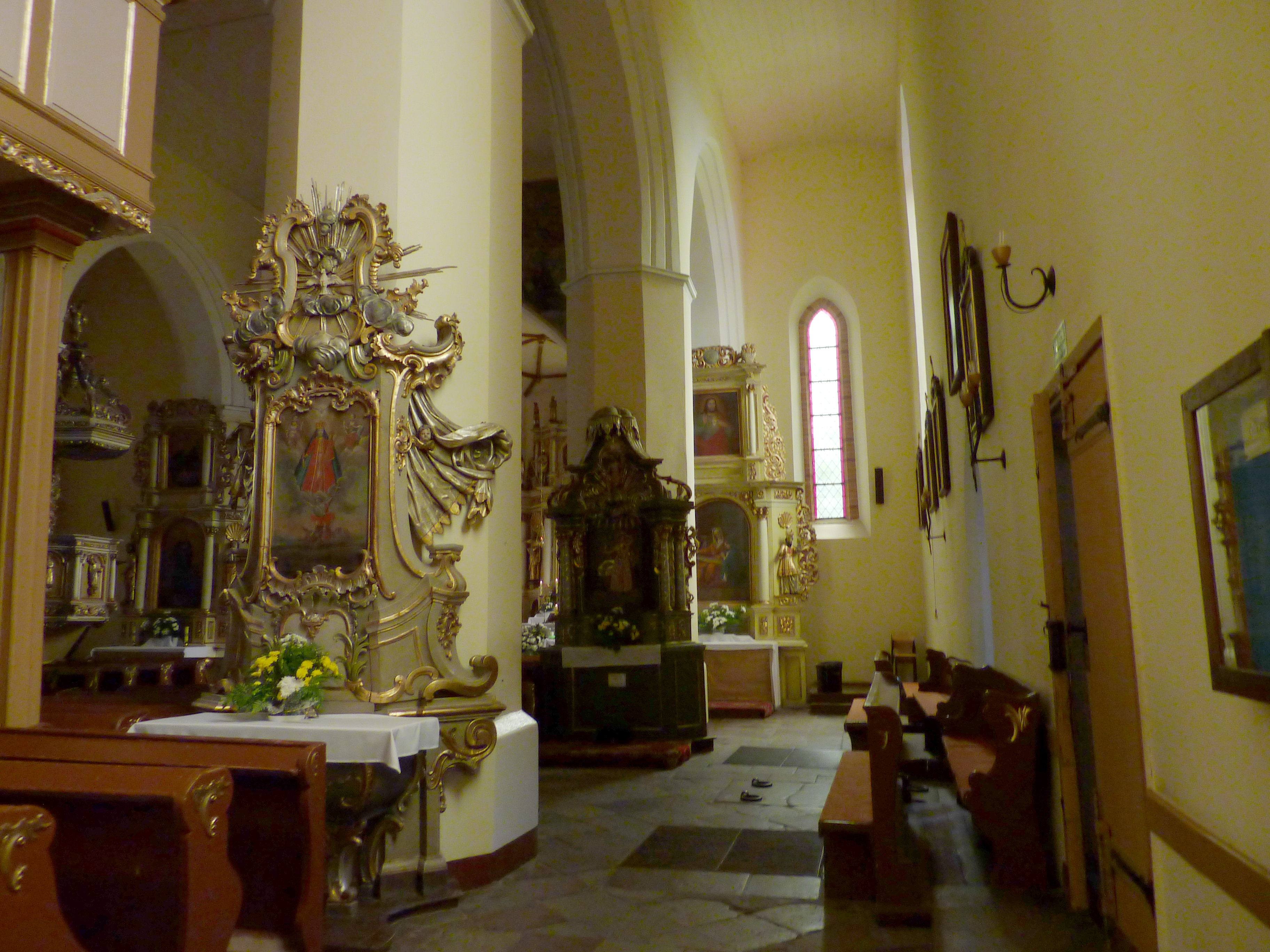